# Pfarrkirche Lind im Drautal

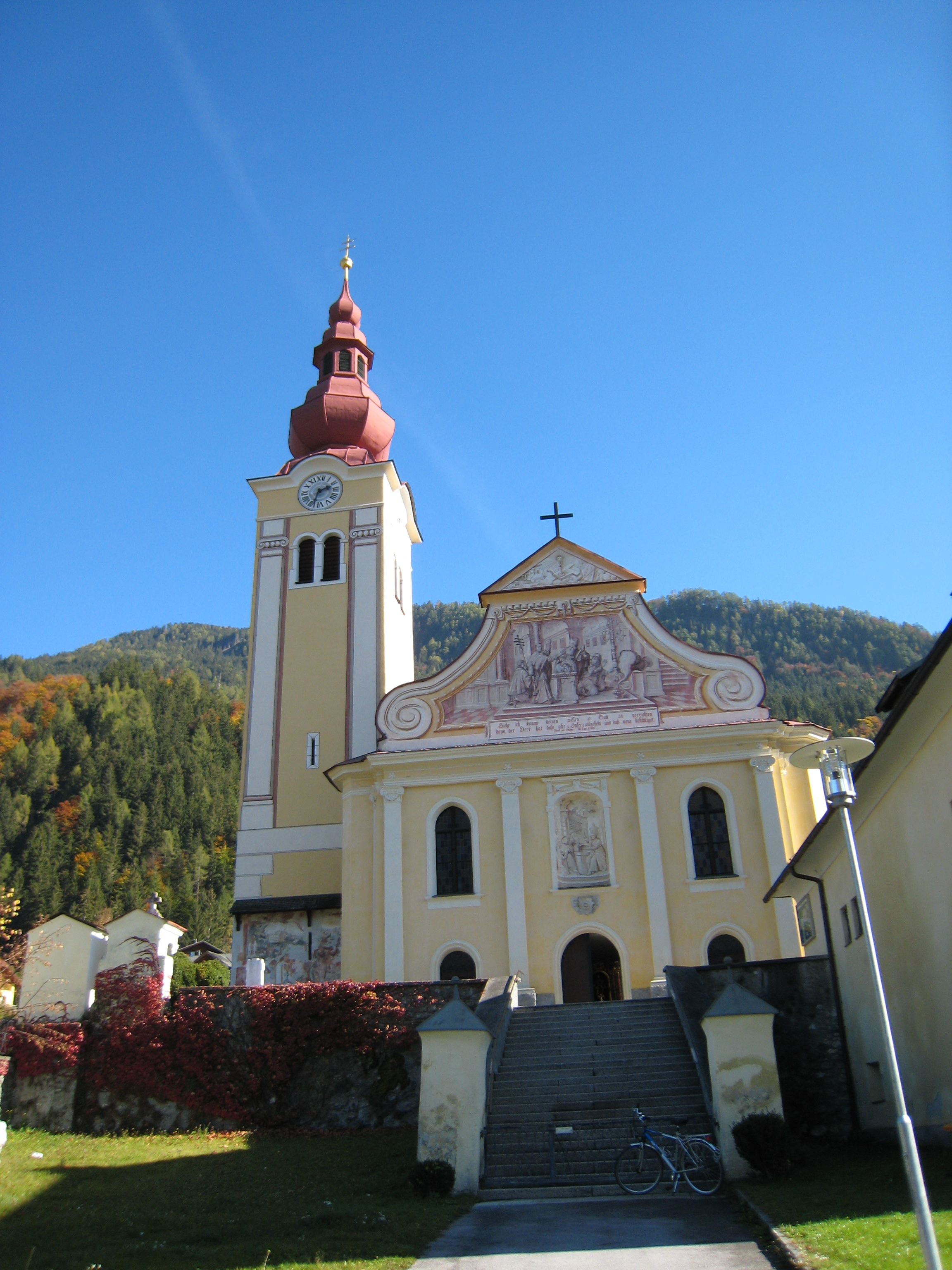

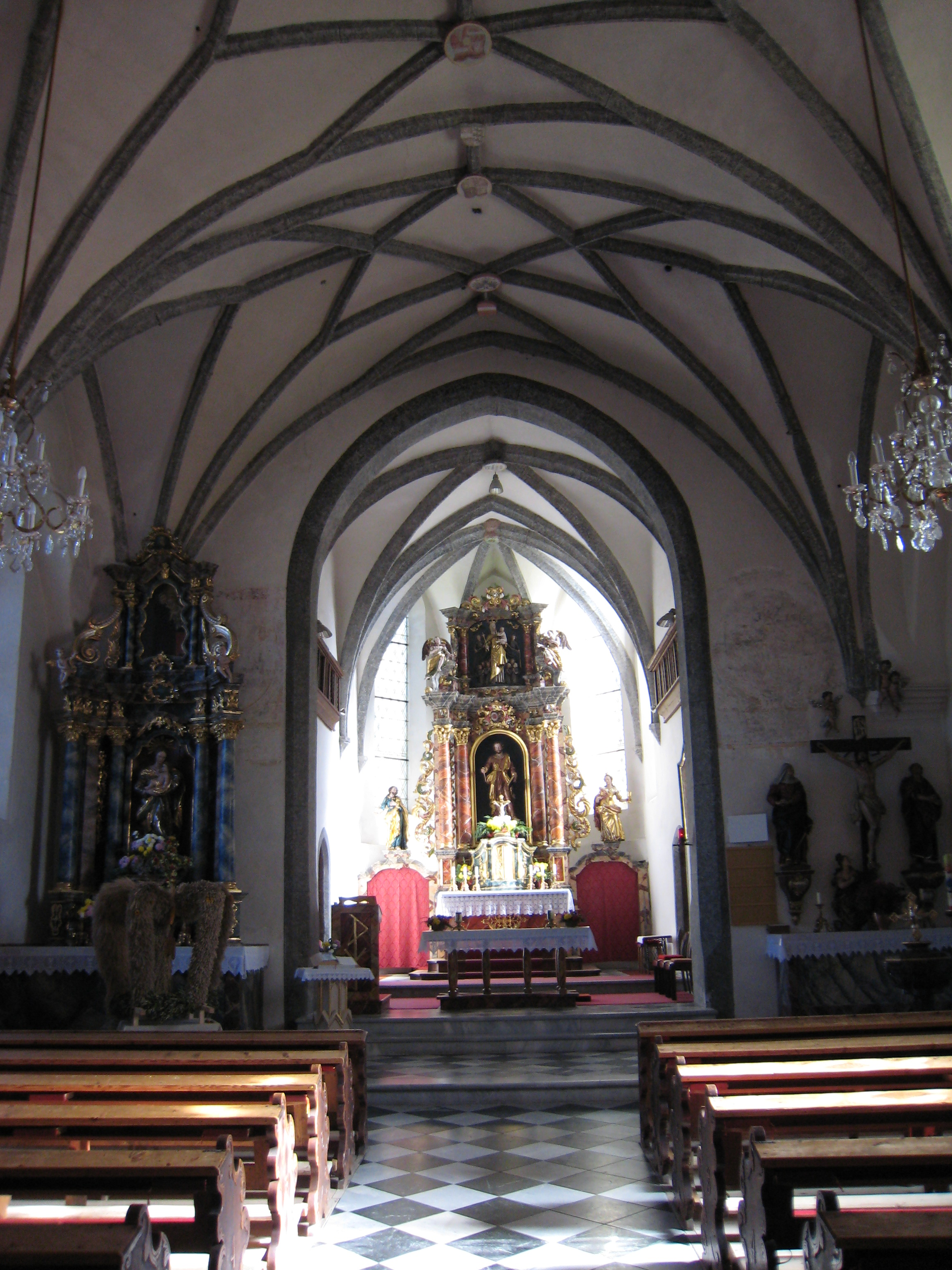
Innenansicht

Die dem heiligen Bartholomäus geweihte römisch-katholische Pfarrkirche Lind im Drautal liegt in der Gemeinde Kleblach-Lind. Die Kirche wurde um 1139 gegründet und 1242 als Pfarre genannt.

## Baubeschreibung
Die Wandpfeilerkirche ist eine gotische Anlage mit spätbarocken Umgestaltungen. Der einjochige Chor mit Dreiachtelschluss stammt aus dem 14. Jahrhundert. Das vierjochige Langhaus besteht aus drei spätgotischen Jochen sowie einem barocken Westjoch und der Westfassade von 1788. Der gotische Turm an der Nordseite des Langhauses wurde barockisiert. Er weist an der Ostseite ein romanisierendes Triforienschallfenster aus dem späten Mittelalter auf und wird von einem Zwiebelhelm bekrönt. An der Westwand des Turmes wurde 1985/86 ein Fresko mit der Darstellung von Gesetz und Gnade freigelegt, das Wenzl Aicher zugeschrieben wird. An der Nordseite des Chores befindet sich eine gotische Sakristei, an der Südseite ein barocker Anbau. Der von einfachen Strebepfeilern gestützte Chor besitzt fünf hohe Lanzettfenster.
Die zweigeschoßige, klassizistische Westfassade wird von vier ionischen Riesenpilastern in drei Achsen gegliedert. Das Wandgemälde im Volutengiebel stellt das Opfer des Alten und des Neuen Bundes dar. Darunter ist in der Nische Christus und die Samariterin zu sehen. Man betritt die Kirche durch eines der drei profilierten Rundbogenportale aus der Spätgotik.
Im Langhaus ruht ein Netzrippengewölbe mit Wappenschlusssteinen auf Wandpfeilern mit Kehlung und Rundvorlage. Das Westjoch besitzt ein Tonnengewölbe mit Stichkappen. Die Orgelempore steht auf vier Pfeilern und schwingt im Mittelteil vor. Die breiten Spitzbogenfenster des Langhauses wurden erneuert. Ein spitzbogiger, abgefaster Triumphbogen verbindet das Langhaus mit dem eingezogenen Chor. Im Chor erhebt sich ein Kreuzrippengewölbe auf Konsolen. An der Chornordseite befindet sich das spitzbogige, abgefaste Sakristeiportal. An der Südseite gibt es ein erneuertes Korbbogenportal und darüber an beiden Chorwänden niedrige Oratorienfenster.

## Einrichtung
Der um 1740 entstandene Hochaltar mit Opfergangsportalen birgt in der Mittelnische eine Statue des heiligen Bartolomäus und in der Aufsatznische eine um 1480 gefertigte Schutzmantelmadonna. Sie wurde 1969 aus der Maria-Hilf-Kapelle hierher übertragen. Seitlich stehen die Figuren der Heiligen Josef und Barbara.
Der linke Seitenaltar aus dem Rokoko trägt eine Muttergottes und zeigt im Aufsatzbild den heiligen Antonius von Padua.
Die Kreuzigungsgruppe am rechten Seitenaltar mit Maria, Johannes, Maria Magdalena und Engel schuf Johann Paterer aus Tirol in der Mitte des 18. Jahrhunderts.
Im Langhaus befindet sich der mit 1349 bezeichnete Grabstein des Perchtold von Lind aus rotem Sandstein mit dem Relief eines stehenden Ritters.
Zur weiteren Ausstattung der Kirche zählen barocke Konsolfiguren eines Schmerzensmannes und der heiligen Barbara aus der ersten Hälfte des 18. Jahrhunderts, ein Ölbild der Geburt Christi vom Ende des 17. Jahrhunderts, ein Leinwandbild mit dem Letzten Abendmahl sowie Kreuzwegreliefs aus dem 19. Jahrhundert.
2019 erhielt die Pfarrkirche eine vollständig neu errichtete Orgel des slowenischen Orgelbauers Tomaz Moznik. Das Instrument wurde am 15. September 2019 von Bischof Werner Freistetter geweiht.